# Лазаре Купатадзе
Лазаре Купатадзе (груз. ლაზარე კუპატაძე, нар. 8 лютого 1996, Тбілісі, Грузія) — грузинський футболіст, воротар клубу «Сабуртало» та національної збірної Грузії.

## Ігрова кар'єра

### Клубна
Від сезону 2013/14 Лазаре Купатадзе виступав за столичний клуб «Сабуртало», з яким виграв турнір Першої ліги та підвищився до вищого дивізіону. У 2015 році воротар на правах оренди був відправлений в клуб «Локомотив» (Тбілісі). У 2017 році він повернувся до «Сабуртало», з яким став чемпіоном країни.
У 2019 році Купатадзе півроку провів у люксембурзькому клубі «Женесс». Але зіграв там лише три матчі і повернувся до «Сабуртало». Два сезони воротар провів у складі батумського «Динамо» і перед сезоном 2023 року в черговий раз повернувся до «Сабуртало».

### Збірна
2 червня 2021 року у товариському матчі проти команди Румунії Лазаре Купатадзе дебютував у складі національної збірної Грузії.

## Титули
Сабуртало
 Чемпіон Грузії: 2018
 Переможець Кубка Грузії: 2019, 2023
 Переможець Суперкубка Грузії: 2020
Динамо (Батумі)
 Чемпіон Грузії: 2021
 Переможець Суперкубка Грузії: 2022